# Opius amarellae
Opius amarellae är en stekelart som beskrevs av Fischer 1967. Opius amarellae ingår i släktet Opius och familjen bracksteklar. Inga underarter finns listade i Catalogue of Life.